# Chemical Society Reviews
Chemical Society Reviews (abreviatura Chem. Soc. Rev.) és una important revista científica dedicada a la publicació de revisions de temes d'actualitat en química. És publicada des del 1971 per la Royal Society of Chemistry britànica. El seu factor d'impacte és molt elevat, 33,383 el 2014. Ocupa la 3a posició de qualitat de revistes dedicades a la química en general en el rànquing SCImago.
La Chemical Society Reviews publica tutorials i revisions crítiques. Promociona la col·laboració internacional i multidisciplinària. També publica articles d'interès social, com ara relacionats amb l'esport o les drogues. Els autors dels articles són experts de reconegut prestigi o joves investigadors que destaquen en algun camp i són accessibles a estudiants universitaris avançats i pels professionals. Proporcionen una introducció essencial en el tema d'interès i serveixen com a trampolí per seguir llegint. Els autors estan obligats a mantenir la longitud i les referències al mínim per tal d'afavorir que siguin articles atractius i bons de llegir en lloc de ser un tractat complet.